# Rudolf Otto
Rudolf Otto (25. září 1869 Peine – 6. března 1937 Marburg) byl německý luterský teolog, indolog a fenomenolog náboženství.

## Život
Rudolf Otto se narodil v Peine, města nedaleko Hannoveru. Jeho otec se jmenoval Wilhelm Otto a měl se svou ženou třináct dětí, Rudolf byl dvanáctým narozeným. Studoval gymnázium v Hildesheimu. Roku 1888 zde maturoval a poté začal studovat teologii na univerzitě v Erlangenu. Po roce však přestoupil na univerzitu v Göttingenu. Studium završil obhájením disertační práce s názvem Spiritus sanctus bei Luther (Duch Svatý u Luthera). Roku 1906 dostal v Göttingenu mimořádnou profesuru v oblasti filosofie náboženství a začíná zde vyučovat. Po dvou letech se jeho zájem začal soustřeďovat do systematické teologie. Díky stipendiím, které obdržel, vykonal mnoho cest po celém světě, kde se seznámil s mimokřesťanskými náboženstvími. Nejvíce se začal zajímat o hinduismus.
Od roku 1915 začíná působit jako profesor systematické teologie ve Vratislavi, o dva roky později začíná působit ve stejné funkci na univerzitě v Marburgu, kde zůstává až do roku 1929, kdy odchází do důchodu. Osm let na to umírá na zápal plic po tom, co spadl z dvacetimetrové věže. Existují nepotvrzené dohady, že se jednalo o sebevraždu. Je pohřben na marburském hřbitově.
Rudolf Otto nablaze proslul publikováním prací za nacistického režimu v Německu, např. o árijských božstvech, které měly s vědou pramálo společného.

## Posvátno
Asi nejvýznamnějším počinem Rudolfa Otta bylo sepsání díla Das Heilige. Über das irrationale in der Idee des göttlichen und sein Verhältnis zum Rationalen (česky vyšlo pod názvem Posvátno: Iracionalita v ideji božství a její poměr k racionalitě), vydaného v roce 1917. Posvátno či svato je pro Otta autonomní kategorie, která není z ničeho odvoditelná a doprovází všechna náboženství a tvoří jeho základ. Odmítá tím veškeré evolucionistické teorie o vzniku náboženství, které se snaží dokázat vývoj náboženských systémů a představ od těch neprimitivnějších až k rozsáhlým náboženským systémům s propracovanou teologií.
Ottův výklad posvátna je ovlivněn Schleiermacherovým pojetím náboženství jako autonomní provincie v mysli, která se projevuje ve vědomí naprosté závislosti člověka na Bohu. Dále byl Otto ovlivněn německým filosofem J. F. Friesem a jeho tezí o „pocitu pravdy“, který se nedá dokázat, ovšem jen prožít. Rudolf Otto přichází s novým označením, které podle něj charakterizuje podstatu náboženství a je základní kategorií náboženské zkušenosti: mysterium tremendum et fascinans – něco co nás láká, přitahuje, ale zároveň nás to děsí a probouzí to v nás pocit strachu.

## Ottův vliv
Je těžké posoudit, na koho měl Rudolf Otto vliv, a na koho ne. Německoamerický teolog Paul Tillich nicméně přiznává, že byl ovlivněn jeho prací, a stejně tak i Mircea Eliade. Eliade použil Ottův koncept posvátna jako výchozí bod pro svou knihu Posvátné a profánní. Otto ovlivnil i C.S. Lewise, zejména jeho knihu The Problem of Pain. Měl vliv i na mnohé další, např. na Joachima Wacha, Heinricka Fricka či Gustava Menschinga.